# MHTML
MHTML (MIME HTML) – standard dodawania zasobów, które w normalnych stronach HTTP są pobierane z zewnątrz (łączone zewnętrznie), takich jak obrazy lub pliki dźwiękowe, do tego samego pliku co kod HTML. Dołączane pliki z danymi są kodowane za pomocą MIME. Powszechną, choć błędną nazwą tego standardu, jest MHT (nazwa ta przyjęła się po tym, jak programy takie jak Microsoft Word lub Internet Explorer stosowały dla wygenerowanych przez siebie plików MHTML rozszerzenie .mht).
Treść dokumentu MHTML jest kodowana w taki sposób, jakby był on wiadomością email, z użyciem typu MIME multipart/related. Pierwsza część dokumentu to zakodowany w normalny sposób plik HTML. Kolejne części dokumentu MHTML to dodatkowe zasoby identyfikowane za pomocą ich oryginalnych adresów URL.

## Obsługa w przeglądarkach
Proces zapisywania strony HTML wraz z jej zasobami w formie pliku MHTML nie jest całkowicie ustandaryzowany wśród przeglądarek, które ten proces obsługują. Z tego powodu strona zapisana jako plik MHTML może być renderowana (wyświetlana) inaczej w innych przeglądarkach, niż w przeglądarce, która posłużyła do stworzenia danego pliku.
- Maxthon – Maxthon od wczesnych wersji przeglądarki (MyIE z roku 2002) wspiera natywne zapisywanie stron w postaci archiwów MHTML poprzez użycie silnika Trident. Od wersji 3.4.2.600 (udostępniona 26 czerwca 2012) wspiera również zapisywanie całkowicie zgodne ze standardem MHTML, używając silnika WebKit. Wszystkie wersje przeglądarki Maxthon potrafią w pełni otwierać pliki MHT.

- Mozilla Firefox – co prawda przeglądarka Firefox począwszy od wersji 1.5.0.4 nie zawiera bezpośredniego wsparcia dla zapisywania stron w postaci plików MHTML, funkcja ta może być uzyskana w systemach Windows poprzez zainstalowanie wolnodostępnego rozszerzenia Mozilla Archive Format, do którego kompletną dokumentację zawierającą m.in. instrukcję obsługi, specyfikację wraz z opisem obsługiwanego formatu oraz kod źródłowy programu można znaleźć na stronie wydawcy. Ze strony można także pobrać najbardziej aktualną wersję wtyczki. Istnieje także alternatywne rozszerzenie UnMHT, które pozwala na przeglądanie oraz zapisywanie (zaczynając od wersji 3.0.0) stron w formacie MHTML na każdym obsługiwanym systemie. Zaczynając od wersji 3.3.0, wprowadzono obsługę języka polskiego.

- Internet Explorer – wprawdzie Internet Explorer pozwala użytkownikom na zapisywanie stron WWW w postaci Web Archive, tj. pojedynczego pliku MHTML, jednakże funkcja ta może być niezdolna do zapisywania pewnych stron, szczególnie tych zawierających skrypty.

- Opera – obsługa zapisu stron w postaci MHTML jest dostępna w Operze 9.0 od czasu tygodniowej kompilacji 8265 (udostępnionej 10 marca 2006).

- Safari – przeglądarka firmy Apple Inc. nie obsługuje formatu MHTML. Zamiast tego stosuje ona format WebArchive(inne języki).

- Google Chrome – przeglądarka ta nie wspiera MHTML, ale istnieją rozszerzenia, które umożliwiają tworzenie MHTML (np. Save As MHTML, czy Save As Mht).

## Edycja plików MHTML
Własny edytor HTML firmy Microsoft, FrontPage, i jego procesor tekstu, Microsoft Word, nie potrafią poprawnie odczytać plików MHTML stworzonych w przeglądarce Internet Explorer. Dodatkowo programy z pakietu biurowego Microsoft Office zapisują zawartość zasobów poprzez łącza względne, podczas gdy Internet Explorer zapisuje plik MHTML, używając łączy bezwzględnych.
Aktualnie poprawnie pliki MHTML edytuje program Microsoft SharePoint Designer 2007.